# Lake George (Nowy Jork)

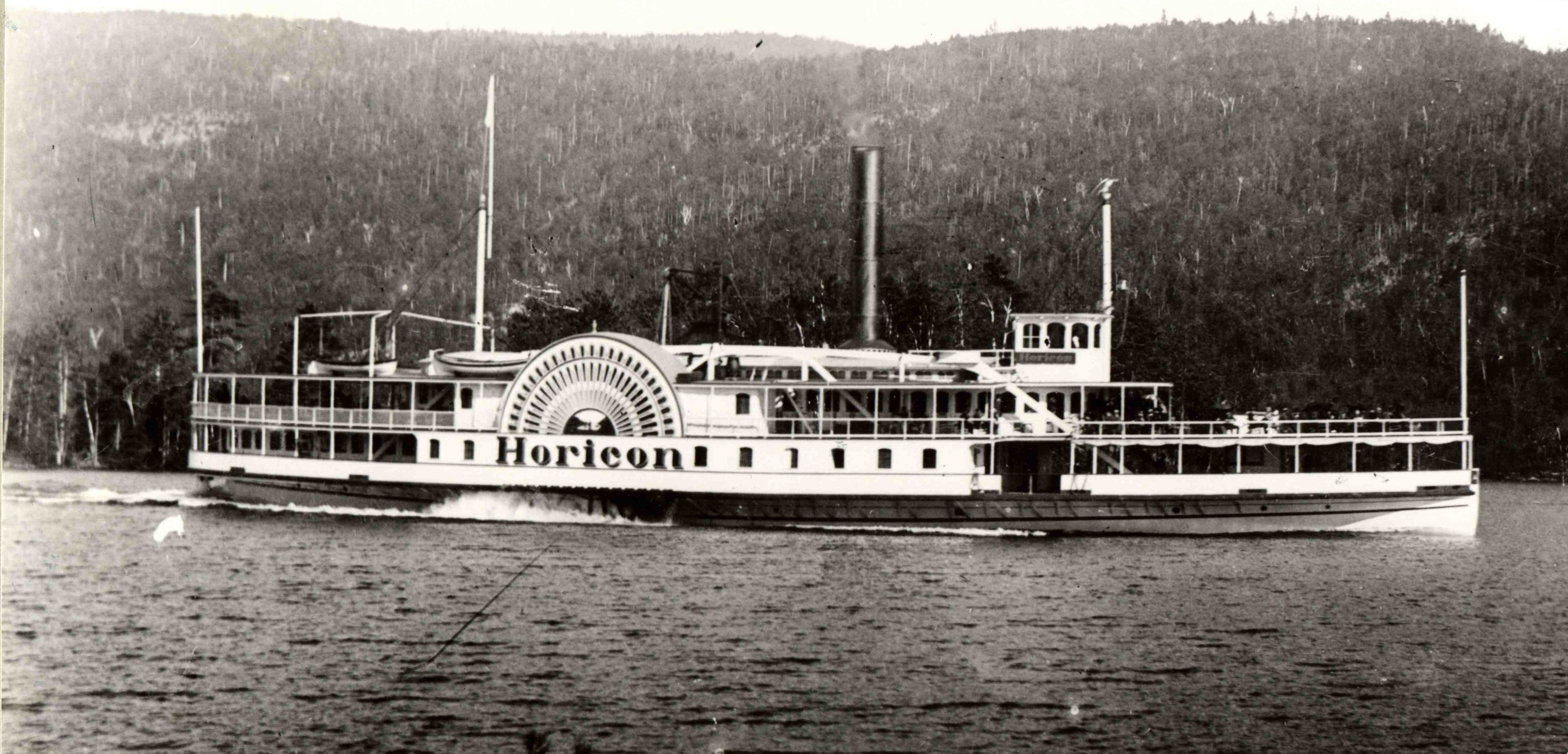
Parowiec Horicon na Lake George, 1900

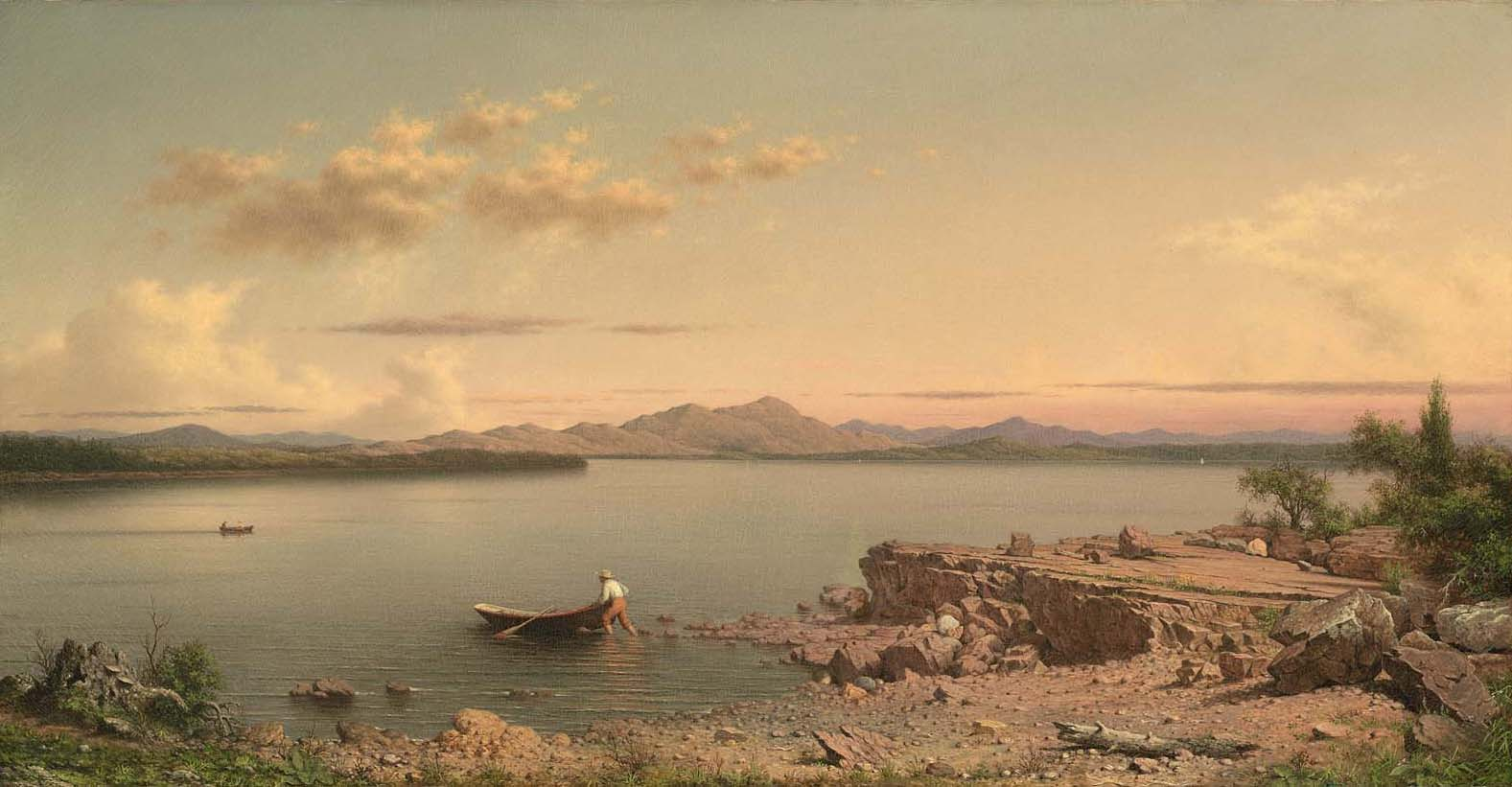
Lake George, mal. Martin Heade 1862

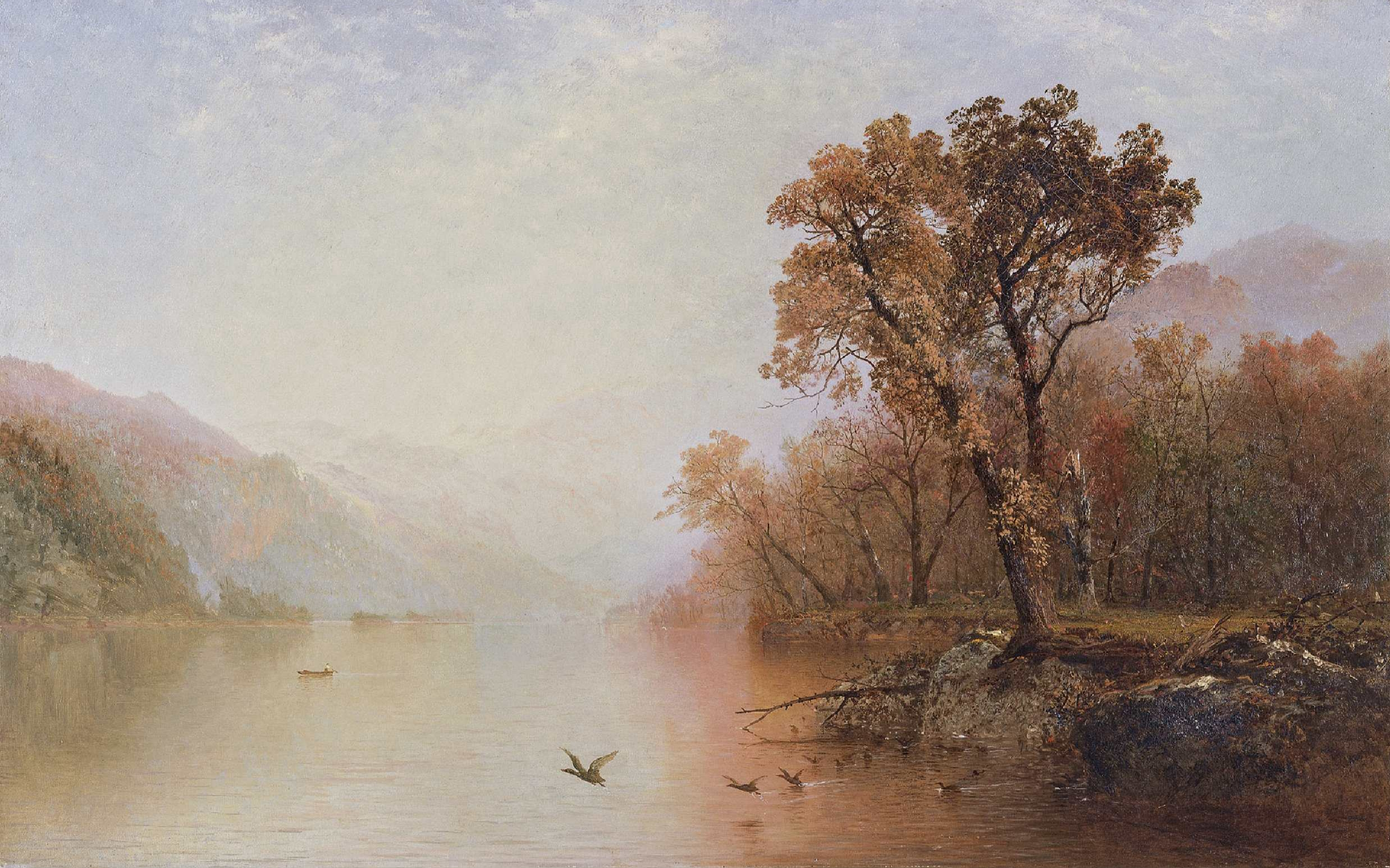
Lake George, J.F. Knesett 1860

Lake George, nazywane także „Królową Amerykańskich Jezior” – długie, wąskie jezioro mezotroficzne znajdujące się u podnóży południowo-wschodnich stoków łańcucha górskiego Adirondack, w stanie Nowy Jork. Leży w górnej partii Wielkiej Doliny Appalachów i ku północy łączy się z jeziorem Champlain, a przez nie z dorzeczem rzeki Św. Wawrzyńca, na historycznym szlaku prekolumbijskich Indian wiodącym na północ z doliny rzeki Husdon, na trasie z Albany do Montrealu. Ma prawie 52 km długości i od 1,7 do 5,0 km szerokości: jest dość głębokie (maks. 76 m). W przeszłości stanowiło poważną przeszkodę w podróżach ze wschodu na zachód. Mimo że zamieszkiwany przez cały rok, region wokół Lake George charakteryzuje się raczej niewielką populacją, latem nieznacznie przekraczającą 50 tys. osób i skupioną przede wszystkim na południowym krańcu jeziora.
Lake George łączy z jeziorem Champlain krótki ciek wodny zwany La Chute (franc. wodospad), z wieloma wodospadami i progami, obniżając swój bieg o około 70 m na odcinku 6 km w pobliżu słynnego fortu Ticonderoga.

## Geografia i turystyka
Lake George znajduje się w południowo-wschodniej części Parku Stanowego Adirondack, będąc jednocześnie fragmentem zlewni rzeki Św. Wawrzyńca. Na terenie parku znajdują się warte odnotowania ciekawe formy skalne, jak Anthony's Nose, Deer's Leap, Roger's Rock, Indian Kettles, Diver's Rock (5-metrowe urwisko chętnie odwiedzane przez skoczków do wody) i Double-Diver's (podobne miejsce, ale o 10-metrowej wysokości). Wśród okolicznych szczytów są Tongue Mountain, Sugarloaf Mountain, Elephant Mountain, Prospect Mountain, Shelving Rock, Pilot Knob i Black Mountain (~805 m n.p.m.). Z zatok na jeziorze należałoby wymienić Silver Bay, Kattskill Bay, Northwest Bay, Basin Bay i Oneida Bay.
Jezioro wyróżniają The Narrows, około 8-kilometrowej długości łańcuch wysp graniczący od zachodu z Tongue Mountain, a od wschodu z Black Mountain. Na całym Lake George znajduje się 165 większych wysp i 230 wysepek (razem 395), w większości stanowiących własność stanu. Powierzchniowo znajdują się wśród nich takie jak Skipper's Jib (wielkości samochodu osobowego) jak i większe: Vicar's i Long Island. Na większości z tych wysp wolno biwakować i obozować. Najgłębsze miejsce (76 m) znajduje się pomiędzy Dome Island i zboczami Buck Mountain w południowej części jeziora; tam też znajduje się większość atrakcji turystycznych.
Położone w pobliżu linii kolejowej biegnącej z Nowego Jorku do Montrealu, Lake George stało się atrakcyjnym miejscem wakacyjnym celebrytów z przełomu XIX i XX wieku. Odwiedzały je rodziny Rooseveltów, Vanderbiltów, Rockefellerów. Otwarte wówczas zostały hotele Fort William Henry, dzisiaj centrum Lake George Village i Sagamtore w Bolton Landing. Dzisiaj bogacze wolą swe własne posiadłości nad brzegiem.
Do Lake George można dojechać samochodem korzystając z autostrady międzystanowej nr 87 lub samolotem do Albany International Airport, które znajduje się 70 km od jeziora. Jedną z największych atrakcji regionu jest baloniarstwo. Największy zlot baloniarzy odbywa się we wrześniu w pobliżu Glens Falls.

## Historia
Indianie nazywali to jezioro Andia-ta-roc-te. James Fenimore Cooper w swej powieści Ostatni Mohikanin nazwał je Horican od nazwy plemienia, które jakoby tu kiedyś mieszkało, ponieważ jego zdaniem oryginalna nazwa będzie zbyt trudna do wymówienia dla współczesnych mu Amerykanów.
Pierwszym Europejczykiem jaki odwiedził to miejsce był Samuel de Champlain, który wspomniał o jeziorze w swym dzienniku, ale nie nadał mu nazwy. W roku 1646 dotarł tu francuski jezuita Izaak Jogues i nazwał jezioro Lac du Saint-Sacrement, a uchodzący zeń strumień La Chute.
28 sierpnia 1755 roku nad brzeg jeziora przybył oddział milicji kolonialnej pod dowództwem płk. Williama Johnsona, który miał zająć ten obszar dla Wielkiej Brytanii w ramach toczonej właśnie wojny z Francją. Johnson nazwał jezioro, na cześć króla Jerzego II, Lake George i zbudował na jego południowym krańcu prowizoryczne fortyfikacje. Fort otrzymał nazwę Fort William Henry na cześć królewskiego wnuka, księcia Williama Henry’ego, młodszego brata późniejszego władcy brytyjskiego Jerzego III. 8 września doszło w jego pobliżu do starcia z oddziałem francuskim, które zakończyło się strategicznym zwycięstwem Brytyjczyków i wspierających ich Irokezów.
W tym samym czasie Francuzi rozpoczęli – w miejscu gdzie La Chute wpada do jeziora Champlain – budowę fortu Carillon. Obie te fortyfikacje strzegły drogi wodnej pomiędzy Kanadą a kolonialnym Nowym Jorkiem. 13 marca 1758 roku Robert Rogers na czele nieregularnych rangersów podjął próbę zdobycia francuskiego fortu. Jego nieznana Europejczykom taktyka stała się zaczątkiem działań przyszłych sił specjalnych – przede wszystkim United States Army Rangers.
Znaczenie Lake George i leżących nad nim fortów – szczególnie Ticonderogi – na szlaku wodnym z Montrealu do Nowego Jorku okazało się kluczowe podczas amerykańskiej wojny rewolucyjnej. Decyzja brytyjskiego generała Johna Burgoyne'a, by ominąć przez lasy i bagna drogę wodną, którą przez Lake George można było łatwo dotrzeć do rzeki Hudson, legła u przyczyny jego klęski pod Saratogą.
31 maja 1791 roku Thomas Jefferson pisał z Ticonderogi w liście do córki: „Niczego nie da się porównać z Lake George, najpiękniejszym [zbiornikiem] wodnym jaki widziałem; uformowanym przez otaczające go góry... ślicznie poprzetykane wyspami jezioro jest kryształowo czyste, a zbocza nadbrzeżnych gór porastają bogate lasy... aż do samej krawędzi; tu i ówdzie skalne urwiska przeplatają scenerię zapobiegając monotonii”.
Na przełomie XIX i XX wieku Lake George stało się inspiracją dla wielu artystów-malarzy, jak Martin Johnson Heade, John Frederick Kensett, E. Charlton Fortune, Frank Vincent DuMond i Georgia O’Keeffe.